# Demonax pumilio
Demonax pumilio är en skalbaggsart som beskrevs av Holzschuh 1991. Demonax pumilio ingår i släktet Demonax och familjen långhorningar. Inga underarter finns listade i Catalogue of Life.